# Jagodka ljubvi
Jagodka ljubvi (Ягодка любви) è un film del 1926 diretto da Aleksandr Petrovič Dovženko.